# Blue Jeans (пісня Лани Дель Рей)
«Blue Jeans» — пісня американської співачки і авторки пісень Лани Дель Рей, що ввійшла до її студійного альбому Born to Die (2012). Пісня вийшла 8 квітня 2012 року на Interscope Records як третій сингл із запису. Композицію написала Дель Рей, Ден Гіт та Еміль Хейні, який також став продюсером. Це балада в низькому темпі з впливом хіп-хопу.
У чартах Європи та Азії «Blue Jeans» увійшла до топ-10 у Бельгії, Польщі та Ізраїлі. На пісню було створено три кліпи.

## Фон та запис
Пісню написали Лана, Хейні та Хіт разом з «Video Games», і спочатку вона вийшла з грою, перш ніж вийти окремо як третій сингл із Born to Die.
Перед тим, як «Blue Jeans» вийшла офіційно, 11 вересня 2011 року Дель Рей завантажила оригінальний кліп на цю пісню на свій особистий канал на YouTube.
Текст пісні розповідає історію, схожу на розповідь у «Dear Elliot», пісні з неопублікованого першого акустичного альбому співачки, Sirens.

## Композиція
У музичному відношенні «Blue Jeans» — це поп-балада в повільному темпі з альтернативним хіп-хоп ритмом і оркестрованими інструментами. Трек створений у тональності фа-мінор із вокалом Дель Рей в діапазоні від F3 до F5.
За словами Керолайн Салліван з The Guardian, композиція пісні «надзвичайно атмосферна». У пісні часто використовується чоловічий бек-вокал, подібний до «Born To Die», а також бек-вокал самої Лани.

## Критичне прийняття
Пісня «Blue Jeans» отримала визнання критиків. Роберт Копсі з Digital Spy сказав, що «Blue Jeans» «наповнена старовинною американською величчю, а також власним цікавим вокалом Дель Рей». Рецензент MTV Ніколь Джеймс порівняла можливу смерть ліричної героїні у «Blue Jeans» з утопленням Джека в «Титаніку».
The Huffington Post зазначає, що трек містить нотки ностальгії та реалізму, поєднану з глибокими текстами.
Sputnikmusic заявив, що пісня нагадує музику з фільмів Квентіна Тарантіно, і назвав її однією з найкращих пісень альбому.  Music OMH написав, що «Video Games» та «Blue Jeans», попри те, що в деяких місцях нагадують стиль Адель, все ще звучать неймовірно красиво, як найсумніші пісні про кохання, коли-небудь написанs.

## Музичні відео

### Перші музичні відео
Дель Рей зняла першу версію «Blue Jeans» 22 липня 2011 року одночасно з різними рекламними фотосесіями для Born to Die, зробленими з Ніколь Нодленд. Цей кліп, як і офіційну версіяю знімали в Маямі, штат Флорида. В музичному відео присутні кадри різних місць, наприклад Лас-Вегасу, Невади та Сан-Франциско, а також сцени з самою Дель Рей у кількох вбраннях. Друга версія схожа на першу, але з невеликими, майже непомітними змінами. Крім того, ця версія трохи коротша.

### Офіційне музичне відео
Після офіційного випуску синглу «Blue Jeans» лейбл Interscope доручив Йоану Лемуану, який раніше був режисером кліпу «Born to Die», зняти нове музичне відео на пісню.
Відео завершує так звану трилогію «K», до якої також входять сингли «Video Games» і «Born to Die». Всі три пісні пов'язані між собою й присвячені одній людині, яку сама співачка називає «K». Достеменно невідомо хто це, але прихильники Лани вважають, що таємничий незнайомець раніше був романтичним інтересом Дель Рей.
Відео було знято в березні 2012 року й потрапило в мережу за 3 дні до офіційного оприлюднення в дещо відредагованому вигляді 16 березня 2012 року. Прем’єра офіційної версії відбулася 19 березня 2012 року. Музичне відео є єдиним повністю чорно-білим кліпом співачки.

## Живі виступи та використання в медіа
14 січня 2012 року Дель Рей виконала пісню в американському телевізійному шоу Saturday Night Live. Виступ викликав бурхливу реакцію в ЗМІ. Збентежена величезною кількістю негативної реакції громадськості, Лана була змушена скасувати своє світове турне. Після випуску високобюджетного музичного відео, Дель Рей виконала пісню наживо на шоу The Voice UK.
Вона також був виконала композицію на шоу Le Grand Journal у Франції й на італійському ток-шоу Le Invasioni Barbariche.
Пісня була представлена в епізоді першого сезону серіалу «Двійник». Це вдруге, коли пісня Дель Рей була використана в цьому серіалі, першою була «Video Games».

## Автори
- Автори пісні – Лана Дель Рей, Еміль Хейні та Ден Хіт
- Продюсер – Еміль Хейні
- Аранжування та диригування струнних – Ден Хіт